# てんびん座ミュー星
てんびん座μ星（てんびんざミューせい、μ Librae、μ Lib）は、てんびん座にある連星、おそらくは三重連星である。見かけの合成等級は5.32と、暗いが肉眼でみえる明るさである。年周視差に基づいて太陽からの距離を計算すると、およそ240光年である。

## 星系
てんびん座μ星が重星であることは、19世紀の後半にシャーバーン・バーナムによって発見された。バーナムは、てんびん座μ星を五重星として報告し、重星カタログでもその通りに収録されるが、5つの恒星のもう少し外側にも、重星にみえてもよさそうな恒星は存在する。てんびん座μ星AからEまでの、重星の5つの恒星のうち、西に15秒離れた15等星のてんびん座μ星C、南に25秒離れた14等星のてんびん座μ星Dは、物理的には関係ない見かけだけの関係であることがわかっている一方、最も近いてんびん座μ星AとBは真の連星で、南西に27秒離れた13等星のてんびん座μ星Eを含めた三重連星の公算が大きいとみられる。
てんびん座μ星Aとてんびん座μ星Bは、2023年の時点では南北に1.9秒程離れており、てんびん座μ星Aに対して、てんびん座μ星Bは見かけの等級が0.9等暗い。両星の軌道は、軌道周期がおよそ614年、離心率が0.65の楕円軌道をとるとみられる。てんびん座μ星Eは、中心の2星の周りを公転しているとすれば、離角からして公転周期は3万6000年に上るだろうと推測される。

## 特徴
主星のてんびん座μ星Aは、A型の化学特異星（Ap星）で、その中でもストロンチウム、クロム、ユウロピウムの過剰が特徴的な集団に位置づけられ、スペクトル型はA1 SrCrEuと記述される。表面の有効温度は1万K前後、質量と半径は太陽の2倍をやや超えるくらいの大きさと考えられる。Ap星らしく磁場を有しており、磁場の強さは1375ガウスと測定されている。
伴星のてんびん座μ星Bもまた、A型特異星とみられ、スペクトル型はA3 SrやA6pなどと分類されたりしたが、主星同様ストロンチウム、クロム、ユウロピウムが過剰で、概ねA4 SrCrEuと位置づけられる。てんびん座μ星Bでも磁場の強さが測定され、2387ガウスと求められている。
もう1つの伴星と考えられるてんびん座μ星Eは、明るさからすると質量が太陽の半分程度の赤色矮星と予想される。

### 変光
てんびん座μ星は磁場を持つが、磁場がある恒星の一部は自転に伴う周期的な変光を起こすことが知られており、てんびん座μ星でも変光が調べられた。当初は変光周期を求めることができなかったが、太陽探査機STEREOによる観測で得られた光度曲線から、最も顕著な変光周期として25.4日が導かれた。変光星総合カタログでは新しい変光星候補にとどまるが、変光星だとすればりょうけん座α2型と考えられる。この周期が、おそらくてんびん座μ星Aの自転周期だろうと判断される。